# New Effington
New Effington – miasto w Stanach Zjednoczonych, w stanie Dakota Południowa, w hrabstwie Roberts.